# Ghiacciaio del Money
Il ghiacciaio del Money (in francese, Glacier du Money) si trova nel massiccio del Gran Paradiso nel versante valdostano. Si trova nella val di Cogne, valle laterale della Valle d'Aosta, ai piedi della torre del Gran San Pietro  (3692 m), del Becco della Pazienza (3606 m). e della Roccia Viva (3650 m).
La sua estensione misura circa 185 ettari. Le sue caratteristiche principali sono: lunghezza 2,7 km., larghezza 1,1 km., esposizione nord-ovest, inclinazione media 26°, quota massima 3620 metri circa, quota minima 2680 metri.